# 絡眼蝶族
絡眼蝶族（學名：Dirini）是鱗翅目蛺蝶科眼蝶亞科中的一個族。物種分佈於非洲南部。

## 分類
- 玎眼蝶屬 Dingana
- Serradinga
- 絡眼蝶屬 Dira
- 突眼蝶屬 Torynesis
- 泡眼蝶屬 Tarsocera
- 大眼蝶屬 Aeropetes
- 橙黃眼蝶屬 Paralethe